# Airport Drive
Airport Drive è un villaggio degli Stati Uniti d'America, situato nello Stato del Missouri, nella contea di Jasper.